# Бета-липотропный гормон
β-липотропный гормон, или β-липотропин — один из представителей семейства липотропных гормонов.
Бета-липотропный гормон — это гормон передней доли гипофиза, образующийся в кортикотропных клетках передней доли гипофиза при расщеплении проопиомеланокортина. Вместе с β-липотропным гормоном образуется адренокортикотропный гормон.
β-липотропный гормон вызывает усиление липолиза в подкожной жировой ткани и уменьшение синтеза и отложения жира.